# كيسة البلعوم الأنفي

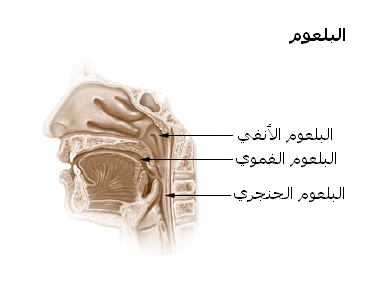

كيسة البلعوم الأنفي، بالإنجليزية Nasopharyngeal cyst- ويسمى أيضًا الكيس البلعومي الأنفي، وهو مصطلح يشير إلى التورم الكيسي الناشئ عن خط الوسط والجدار الجانبي للبلعوم الأنفي. الكيس الأكثر شيوعًا الذي ينشأ من الجدار الجانبي هو الكيس الخيشومي البلعومي الأنفي، في حين أن أكياس احتباس المخاط هي الأكثر شيوعًا والتي تنشأ من خط الوسط. في بعض الأحيان قد يشير كيسة البلعوم الأنفي مباشرة إلى كيس تورنفالدت أو تورنفالد. يبدأ من خط الوسط ويقع عميقًا في اللفافة البلعومية القاعدية مما يساعد على تمييزه عن كيس احتباس المخاط. والفرق الرئيس بينهما يكمن في أن الكيس الخيشومي البلعومي الأنفي خلقي، في حين أن كيس تورنفالدت مكتسب.

## كيس خيشومي أنفي بلعومي

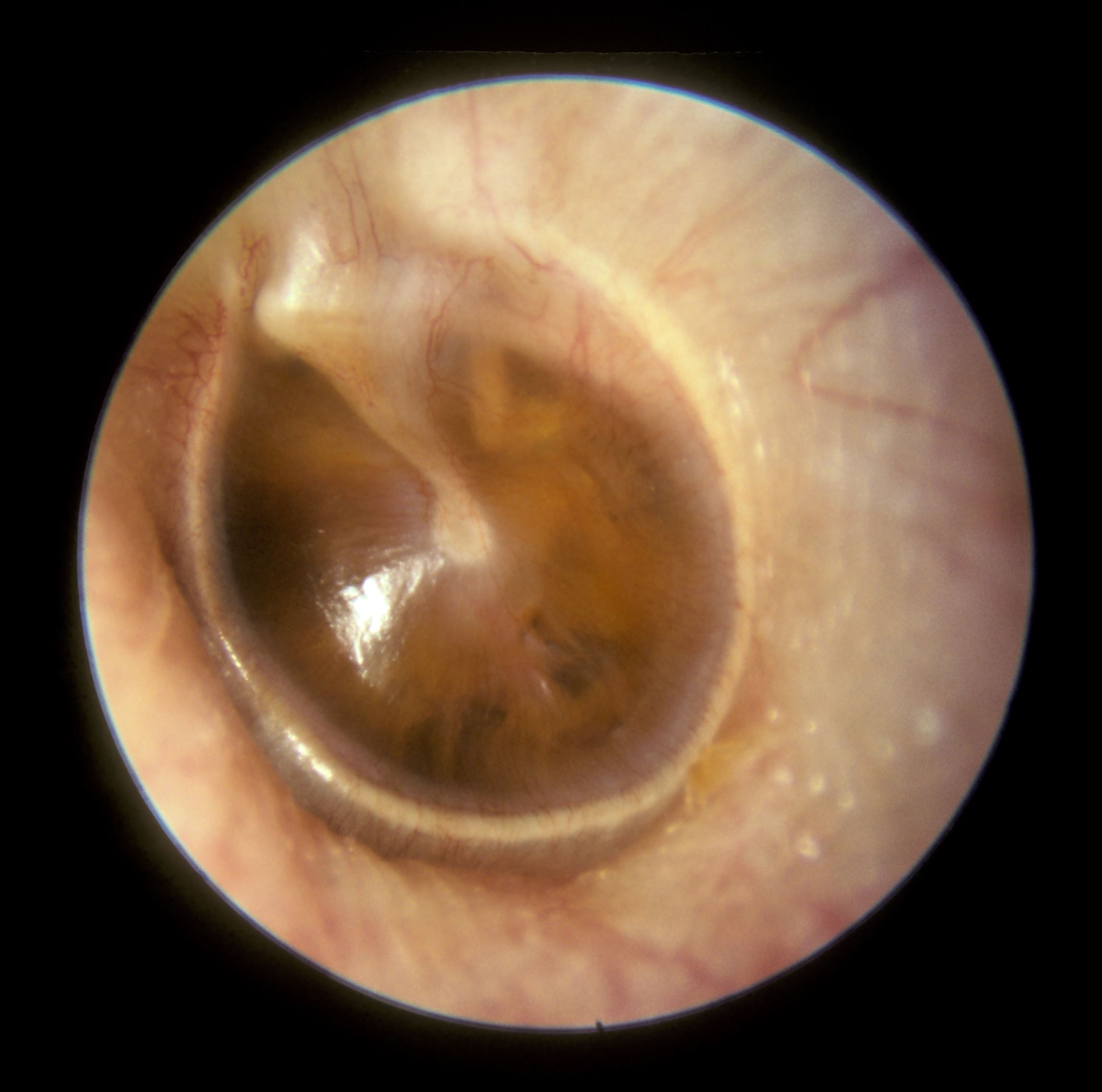
التهاب الأذن الوسطى

هذه هي الأكياس الخلقية التي تنشأ غالبًا من الردب البلعومي أو ما يسمى "حفرة روزنمولر" الموجودة في الجدار الجانبي للبلعوم الأنفي. وهي تمثل بقايا الشق الخيشومي الأول. قد تمتد هذه إلى الأعلى لتصل إلى الحدود العظمية لقناة استاكيوس وحتى قاعدة الجمجمة.
في بداية الأمر، ربما لا تظهر أية أعراض على المرضى، ولكن قد يعانون من امتلاء الأذن وفقدان السمع التوصيلي من جانب واحد والتهاب الأذن الوسطى المصلي مع نمو كتلة الكيس.  وفي حالات نادرة جدًا، ربما تكون هذه الجيوب الأنفية مصدرًا لأعراض أنفية غير مبررة، مثل سيلان السائل الدماغي الشوكي، واضطرابات الرؤية، وانسداد الأنف.

## تشخيص

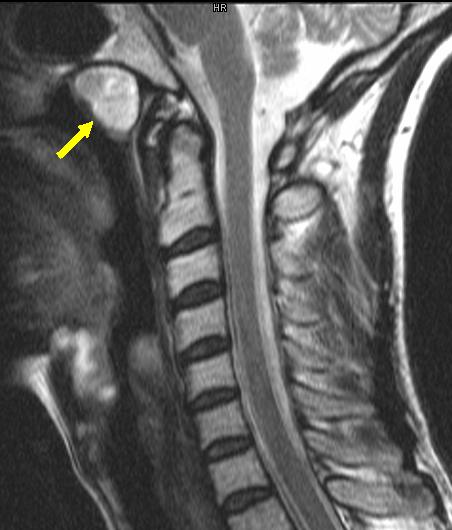
كيسة تورنفالدت

يتم التشخيص العرضي، في غالبية الحالات، أثناء إجراء تنظير الأنف. التصوير بالرنين المغناطيسي، والتصوير المقطعي المحوسب ربما يكون مفيدًا لمزيد من تأكيد التشخيص.
وفي التصوير المقطعي المحوسب، تشير الكتلة منخفضة الكثافة والمغلفة جيدًا في سقف البلعوم الأنفي، إلى وجود كيسة تورنفالدت أو الجراب البلعومي.

## التشخيص التفريقي
التشخيص التفريقي لهذا الكيس هو كيس الشق الخيشومي، كيس شق جيبة راتكة، أو الجيبة القحفية البلعومية، كيس معوي عصبي، سرطان البلعوم الأنفي، كيس احتباس غدي، كيس سحائي، كيس سحائي نخاعي.

## علاج

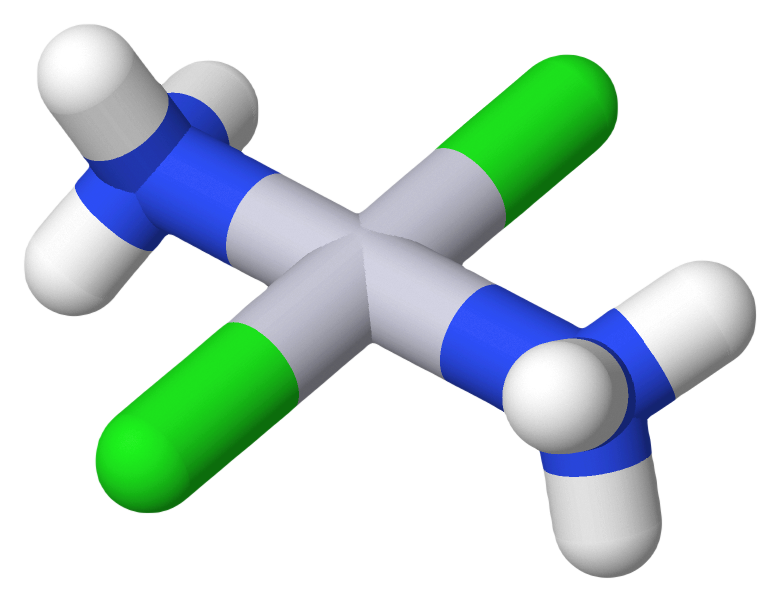
الترانسبلاتين

يتم إجراء الجراحة بمجرد ظهور الأعراض، وذلك من خلال استخدام طريق الترانسبلاتين أو عبر الأنف بمساعدة التنظير الباطني الأنفي.